# Andrei Ujica

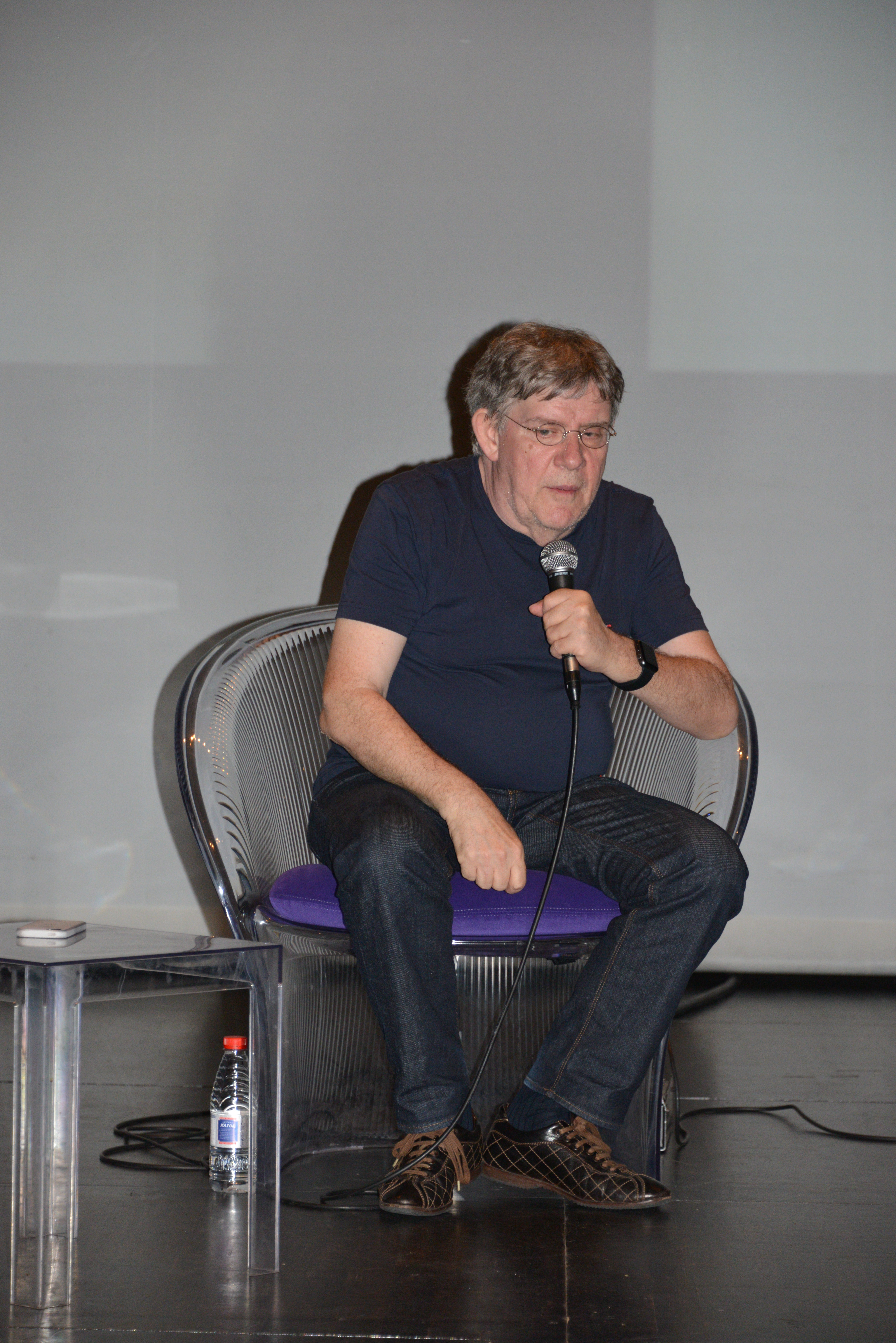
Andrei Ujica

Andrei Ujica (* 1951 in Timișoara, Volksrepublik Rumänien) ist ein rumänischer Autor, Regisseur und Drehbuchautor. Er lebt seit 1981 in Deutschland und war von 2001 bis 2017 Hochschullehrer für Film an der Staatlichen Hochschule für Gestaltung in Karlsruhe.

## Leben und Wirken
Ujica studierte Literatur in Timișoara, Bukarest und Heidelberg. Ab 1968 veröffentlichte er in gewissen Abständen Prosa, Verse und Essays. Desgleichen übersetzte er ins Rumänische Texte und Gedichte der Aktionsgruppe Banat.
1990 fasste er den Entschluss, Filme zu machen. Anschließend an sein zuvor gemeinsam mit Hubertus von Amelunxen veröffentlichtes Buch Television – Revolution, in dem es um die Rolle des Fernsehens in der Rumänischen Revolution von 1989 ging, realisierte er in Zusammenarbeit mit Harun Farocki den Film Videogramme einer Revolution, eine chronologische Kompilation von Videomaterial der 1989er Ereignisse, zugleich ein Film über das Verhältnis von politischer Macht und Medien in Europa am Ende des Kalten Krieges. Sein nächster Film war „Out of the Present“, der die Geschichte des Kosmonauten Sergei Konstantinowitsch Krikaljow erzählt, der zehn Monate an Bord der Raumstation MIR verbrachte, während auf der Erde die Sowjetunion verschwand. Seine Arbeit „Unknown Quantity“ zeigt die Inszenierung zweier Gespräche zwischen Paul Virilio und Swetlana Alexandrowna Alexijewitsch, Autorin des Buches „Tschernobyl. Chronik der Zukunft“. Mit „Autobiografia lui Nicolae Ceaușescu“ wurde Andrei Ujica 2010 zu den 63. Filmfestspielen in Cannes eingeladen.
Ujica war von 2001 bis 2017 Professor für Film an der Staatlichen Hochschule für Gestaltung Karlsruhe und seit 2002 Gründungsdirektor des Filminstituts am Zentrum für Kunst und Medientechnologie.

## Filmografie
- 1992: Videogramme einer Revolution. (Regie)
- 1992: Kamera und Wirklichkeit. (TV; Drehbuch und Regie)
- 1995: Out of the Present. (Drehbuch und Regie)
- 2010: Autobiografia lui Nicolae Ceaușescu/Die Autobiographie des Nicolae Ceaușescu. (Drehbuch und Regie)